# توماس غرافيسن
توماس غرافيسن (بالدنماركية: Thomas Gravesen)‏ (مواليد 11 مارس 1976 في فايله) هو لاعب كرة قدم دنماركي دولي سابق كان يلعب كلاعب وسط. سبق له أن لعب في كأس العالم لكرة القدم 2002 مع منتخب بلاده. لعب خلال مسيرته 314 مباراة سجل خلالها 32 هدفاً.

## مسيرته الكروية
لعب توماس غرافيسن خلال مسيرته الاحترافية مع 5 أندية في ستة عشر موسمًا وسجل خلالها 34 هدفًا ضمن 350 مباراة. حيث فاز في موسم واحد بالكأس وفي موسم واحد بالدوري.
خاض توماس غرافيسن مسيرته مع نادي فايله في موسم 1994–95 ليلعب معه أربعة مواسم، مشاركًا في 71 مباراة سجل خلالها 10 أهداف. ثم انتقل إلى نادي هامبورغ في موسم 1997–98 واستمر معه طيلة ثلاثة مواسم، حيث شارك في 74 مباراة سجل خلالها 6 أهداف. لينتقل بعدها إلى نادي إيفرتون في موسم 2000–01 في المرة الأولى ليلعب معه خمسة مواسم ثم في موسم 2007–08 لمدة موسم واحد، مشاركًا طوالها في 149 مباراة سجل خلالها 11 هدفًا. ثم انتقل إلى نادي ريال مدريد في موسم 2004–05 ولمدة موسمين، مشاركًا في 34 مباراة سجل خلالها هدفًا واحدًا. هذا وانتقل لاحقًا إلى نادي سلتيك في موسم 2006–07 لمدة موسم واحد، مشاركًا في 22 مباراة سجل خلالها 6 أهداف.

## الأهداف الدولية
تأتي حصيلة الدنمارك من الأهداف أولاً.
| # | التاريخ       | المكان               | الخصم     | الحصيلة | النتيجة | المنافسة                     |
| - | ------------- | -------------------- | --------- | ------- | ------- | ---------------------------- |
| 1 | 6 أكتوبر 2001 | كوبنهاغن، الدنمارك   | آيسلندا   | 3–0     | 6–0     | تصفيات كأس العالم 2002       |
| 2 | 6 أكتوبر 2001 | كوبنهاغن، الدنمارك   | آيسلندا   | 4–0     | 6–0     | تصفيات كأس العالم 2002       |
| 3 | 29 مارس 2003  | بوخارست، رومانيا     | رومانيا   | 2–2     | 5–2     | تصفيات بطولة أمم أوروبا 2004 |
| 4 | 30 أبريل 2003 | كوبنهاغن، الدنمارك   | أوكرانيا  | 1–0     | 1–0     | مباراة ودية                  |
| 5 | 11 يونيو 2003 | لوكسمبورغ، لوكسمبورغ | لوكسمبورغ | 2–0     | 2–0     | تصفيات بطولة أمم أوروبا 2004 |

## روابط خارجية
- توماس غرافيسن على فرق كرة القدم الوطنية.كوم
- توماس غرافيسن على موقع الاتحاد الدولي (مؤرشف)  (الإنجليزية)
- توماس غرافيسن على موقع الاتحاد الأوربي (الإنجليزية)
- توماس غرافيسن على موقع قاعدة بيانات كرة القدم.إي يو (الإنجليزية)
- توماس غرافيسن على موقع بيانات كرة القدم. دي إي (الألمانية)
- توماس غرافيسن على موقع ليكيب (الفرنسية)
- توماس غرافيسن على موقع ناشيونال فوتبول تيمز (الإنجليزية)
- توماس غرافيسن على موقع Soccerbase.com (لاعب) (الإنجليزية)
- توماس غرافيسن على موقع Soccerway.com (الإنجليزية)
- توماس غرافيسن على موقع عالم كرة القدم.نت (الإنجليزية)
- توماس غرافيسن على موقع كووورة